# غريغ رووي
غريغ رووي (بالإنجليزية: Greg Rowe)‏ هو ممثل أسترالي، ولد في 1964 في أستراليا.

## وصلات خارجية
- غريغ رووي على موقع IMDb (الإنجليزية)
- غريغ رووي على موقع قاعدة بيانات الفيلم (الإنجليزية)